# Minihippus reductus
Minihippus reductus är en insektsart som först beskrevs av Boris Petrovich Uvarov 1941.  Minihippus reductus ingår i släktet Minihippus och familjen gräshoppor. Inga underarter finns listade i Catalogue of Life.